# Ümid FK
El Ümid FK (en azerí: Ümid Futbol Klubu) fue un equipo de fútbol de Azerbaiyán que jugó en la Liga Premier de Azerbaiyán, la primera categoría nacional.

## Historia
Fue fundado en el año 1990 en la ciudad de Jalilabad y no fue hasta 1992 que participó en competiciones oficiales, siendo uno de los equipos fundadores de la Liga Premier de Azerbaiyán. El club se destacó en la liga superior de Azerbaiyán donde terminó en el lugar 11.º entre 26 equipos. Los goleadores del club fueron Sabir Mutallimov y Khazar Abbasov, que anotaron 7 goles cada uno.
En la temporada de 1993, se cambió el formato del campeonato de Azerbaiyán. Los equipos se dividieron en 2 grupos de 10 equipos en cada grupo. El Umid entró en el grupo "A", donde finalmente ocupó el último décimo lugar y, según los resultados de dos grupos, el vigésimo lugar y, por lo tanto, cayó a la Primera Liga y desapareció.

## Temporadas
| Temporada | Liga | Liga | Liga | Liga | Liga | Liga | Liga | Liga | Liga | Copa | Goleador                       | Goleador |
| Temporada | Div. | Pos. | J    | G    | E    | P    | GF   | GC   | PTS  | Copa | Nombre                         | Goles    |
| --------- | ---- | ---- | ---- | ---- | ---- | ---- | ---- | ---- | ---- | ---- | ------------------------------ | -------- |
| 1992      | 1    | 11   | 36   | 12   | 5    | 19   | 48   | 78   | 29   | -    | Sabir Mütəllimov Xəzər Abbasov | 7        |
| 1993      | 1    | 20   | 18   | 0    | 2    | 16   | 8    | 56   | 2    | 1/16 | Vüqar Qurbanov                 | 4        |